# روبين كارتر
روبين كارتر (بالإنجليزية: Rubin Carter)‏ هو لاعب كرة قدم أمريكية أمريكي، ولد في 12 ديسمبر 1952 في بومبانو سيتي في الولايات المتحدة.